# Yassi Ashki
Yasaman Ashki, más conocida como Yassi Ashki, es un activista sanitaria iraní fundadora de la Fundación RAH y de la web Ctrl + S.

## Trayectoria
Ashki se trasladó de Teherán, Irán a los Estados Unidos en 2011 para estudiar en la Universidad de Indiana. Tras leer varios folletos sobre las infecciones de transmisión sexual (ETS), se dio cuenta de que a ella nunca le habían enseñado nada sobre ellas. Varios años después, junto a su amiga iraní Narges Dorratoltaj decidió poner en marcha una web sobre salud sexual para hablantes de persa. La web Ctrl-S se lanzó en Ctrlstd.com en 2014 con traducciones de cerca de 800 artículos sobre salud sexual de la Clínica Mayo, los Centros para el Control y la Prevención de Enfermedades y de la organización Planned Parenthood.
Posteriormente, el equipo se amplió a más de cincuenta personas y las dos fundadoras dirigen ahora una organización no gubernamental, registrada en Estados Unidos como RAH Foundation y en Irán como Ctrl + S. Tras negociar con el Ministerio de Salud y Educación Médica de Irán, obtuvieron permiso para realizar talleres sobre salud sexual en las mezquitas y escuelas iraníes. También forman a voluntarios para educar en las comunidades rurales. En 2015, lanzaron Hide and Seek bajo la Fundación RAH, una organización que se centra en concienciar y educar sobre el abuso sexual de los niños.

## Mah-e Asal
Ashki fue la invitada de Mah-e Asal (un popular programa de televisión en directo en Irán) el 29 de mayo de 2018 donde explicó su experiencias. También habló sobre la necesidad las vacunas contra el virus del papiloma humano en Irán y afirmó que le diagnosticaron VPH, un trastorno autoinmune con síntomas que a veces son similares al VIH/sida en el sentido de que afecta a su sistema inmunológico. Tras esta la entrevista, la directora de cine y guionista iraní Rakhshān Banietemad se comprometió a apoyar a Ashki. Los comentarios controvertidos de Ashkit fueron cuestionados y criticados por personas y por varias fuentes por contener información falsa o engañosa.